# Joliet (Montana)
Joliet è una città degli Stati Uniti d'America situata nel Montana, nella Contea di Carbon.